# Kurt Blaukopf

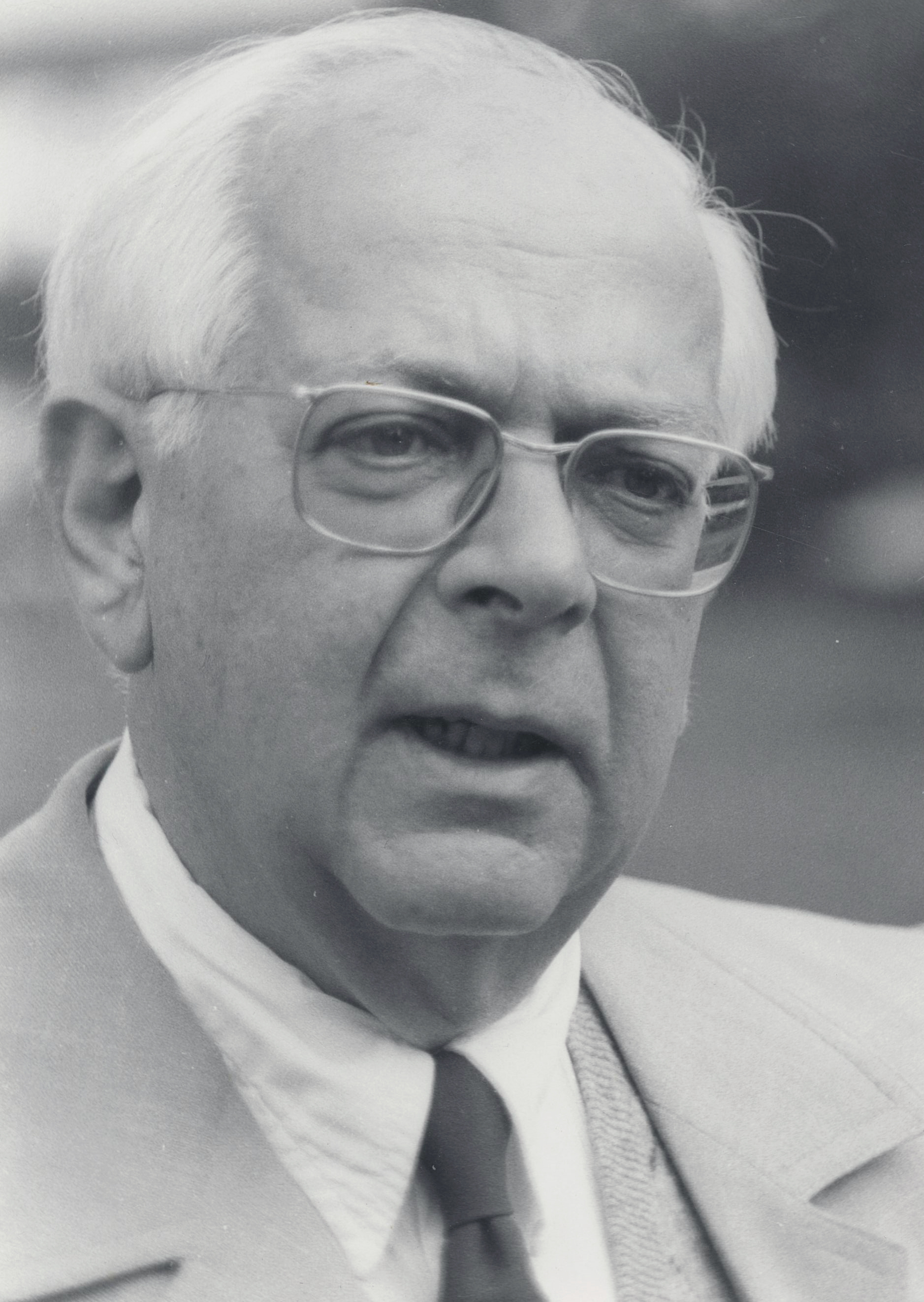
Kurt Blaukopf in den 1980er Jahren

Kurt Blaukopf (geboren 15. Februar 1914 in Czernowitz, Österreich-Ungarn; gestorben 14. Juni 1999 in Wien) war ein österreichischer Musiksoziologe.

## Leben
Kurt Blaukopf etablierte die heute als Musiksoziologie bekannte Teilwissenschaft der Musikwissenschaften. Blaukopf entwickelte schon früh sein Interesse bezüglich der Zusammenhänge zwischen gesellschaftlichen und musikalischen Entwicklungen.
Nachdem seine Familie aus der Bukowina nach Wien übersiedelt war, studierte er dort Rechts- und Staatswissenschaften. Er verschrieb sich aber vor allem musiksoziologischer Forschung und veröffentlichte seine Arbeiten unter anderem über europäische Kunstmusik, auch unter dem Pseudonym H.E. Wind. Nach dem Anschluss 1938 konnte er nicht in Österreich bleiben. Er arbeitete weiter in Paris und ab 1940 ohne abgeschlossenes Studium in Jerusalem, von wo aus er für die Befreiung Europas vom Nationalsozialismus kämpfte. Ab 1947 war er freischaffender Musikwissenschaftler und Musikkritiker. Auf den Abschluss seines Studiums verzichtete er. Er gab ab 1954 die Zeitschrift Phono heraus, ab 1965 war er Redakteur der HiFi-Stereophonie. Von 1962 bis zu seiner Emeritierung 1984 hielt er Vorlesungen erst an der Akademie für Musik und darstellende Kunst in Wien, die später zur Hochschule wurde, wo er ab 1974 als Honorarprofessor und schließlich ab 1977 als Österreichs erster und einziger ordentlicher Professor für Musiksoziologie wirkte. Das von Blaukopf gegründete Musikpädagogische Forschungsinstitut ist das spätere Institut für Musiksoziologie und musikpädagogische Forschung und das heutige Institut für Musiksoziologie. Blaukopf wurde 1994 Ehrendoktor der Universität Wien.
Blaukopf initiierte die Gründung des Instituts MEDIACULT (Internationales Forschungsinstitut für Medien, Kommunikation und kulturelle Entwicklung) und war bis 1985 dessen Direktor. Seine Nachfolger waren Irmgard Bontinck sowie ab 1993 Alfred Smudits, der auch inhaltlich an die Arbeiten Blaukopfs zur Mediamorphose anknüpft. Blaukopf war außerdem von 1972 bis 1976 Mitglied des Exekutivrates der UNESCO.
In Pioniere empiristischer Musikforschung veröffentlichte er seine Erkenntnisse zur österreichischen Kunst- und Musikwissenschaft. Sein bekanntestes Werk ist der 1982 erschienene und 1996 erweiterte Band Musik im Wandel der Gesellschaft, der einen umfassenden Überblick über seine Konzeption von Musiksoziologie und die von ihm berührten Themen gibt. In seiner Textsammlung Unterwegs zur Musiksoziologie. Auf der Suche nach Heimat und Standort, in der sich auch bisher unveröffentlichte Texte befinden, beschreibt er ausführlich seinen persönlichen und wissenschaftlichen Lebensweg.
Kurt Blaukopf stand mit zahlreichen einflussreichen Intellektuellen der Vor- und Nachkriegszeit in Kontakt, so z. B. mit Hanns Eisler, Willy Verkauf alias André Verlon, Theodor W. Adorno und Karl Popper.
Er war verheiratet mit der Mahler-Forscherin Herta Blaukopf geb. Singer, mit der er den gemeinsamen Sohn Michael (* 1962) hatte und mit der er gemeinsame Arbeiten veröffentlichte. Das Ehepaar wurde im Familiengrab der Familie Singer am Friedhof Mauer (Gruppe 46A, Nummer 144) in Wien-Liesing bestattet.

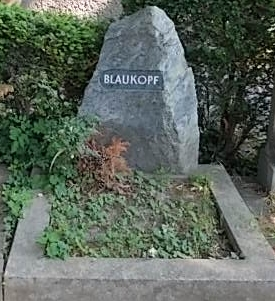
Grabstätte von Kurt und Herta Blaukopf am Friedhof Mauer

## Schriften (Auswahl)
- Die Endkrise der bürgerlichen Musik und die Rolle Arnold Schönbergs. Krystall-Verlag, Wien 1935 (veröffentlicht unter dem Pseudonym Hans E. Wind).
- Musiksoziologie. Eine Einführung in die Grundbegriffe mit besonderer Berücksichtigung der Soziologie der Tonsysteme [verfasst 1938], Wien 1950; Kiepenheuer, Köln 1951.
- Symphonie fantastique. Hector Berlioz. Leben, Liebe und Melodien eines  romantischen Genies. Arthur Niggli, Teufen AR (1959) (= Bücher der Weltmusik, 9).
- Gustav Mahler oder der Zeitgenosse der Zukunft. Verlag Fritz Molden, Wien 1969.
- Musik im Wandel der Gesellschaft. Grundzüge der Musiksoziologie. Piper, München 1982.
- Unterwegs zur Musiksoziologie. Auf der Suche nach Heimat und Standort. Kommentiert von Reinhard Müller. Verlag Nausner und Nausner, Graz/Wien 1998.

## Aufsätze
- Musik und Musiksoziologie im Werk Karl Poppers. In: W. Lipp (Hrsg.): Gesellschaft und Musik, Wege der Musiksoziologie. Duncker-Humblot, Berlin 1992, S. 161–183.

## Gemeinsam mit Herta Blaukopf
- 1957: Musikführer Wien. Entdeckungsreise in die Hauptstadt der Musik.[1]
- 1980: Gustav Mahler – Richard Strauss. Briefwechsel zwischen 1888–1911.
- 1982: Gustav Mahler, Briefe, Neuausgabe.
- 1983: Gustav Mahler, Unbekannte Briefe.
- 1986: Die Wiener Philharmoniker. Wesen, Werden, Wirken eines großen Orchesters.
- 1992: Die Wiener Philharmoniker. Welt des Orchesters – Orchester der Welt.
- 1994: Gustav Mahler. Leben und Werk in Zeugnissen der Zeit.
- 1996: Gustav Mahler – Briefe.